# SHIROTA.
SHIROTA.（シロタ、2000年11月9日 - ) は日本の映像クリエイター、モーショングラフィックデザイナー、ディレクター 。本名、高城達矢（たかじょう たつや）。血液型A型。

## 略歴
千葉県浦安市で生まれ、千葉市で育つ。
2019年4月、専門学校東京デザイナー学院に入学し、映像制作を始め、モーショングラフィックスを専攻とする。
同年9月、校内で行われた展覧会、「1st 展」に映像『30秒でわかる東京オリンピック』を出展し、投票数1位を獲得。2020年7月リメイク版をYouTubeに投稿。12月、映像の上映イベント、「Ｍ＿Fes」に映像『THE SEASONS』を出展。
2020年3月18日公開、男性アイドルグループ「原因は自分にある。」の新曲MV『嘘から始まる自称系』の制作及びディレクターを担当。
7月12日公開、同グループの新曲MV『シェイクスピアに学ぶ恋愛定理』の制作及びディレクターを担当。
8月30日公開、エンタメグループ「すとぷり」の新曲MV『チェキラ☆』の制作を一部担当。
10月10日 バーチャルシンガー「花譜」 2nd ONE-MAN LIVE ｢不可解弐Q1｣（10月10日）にて、映像の制作を一部担当。
11月26日 オンラインライブイベント「Spotify presents Tokyo Super Hits Live 2020」にて、男性アイドルグループ「嵐」が出演した楽曲の背景を一部担当。
12月14日 Twitterのフォロワーが10000人を達成。アカウントが作成された2019年5月から、映像制作者では最速の約1年7か月での達成となる。
12月15日公開、音楽ユニット「Losstime Life」の新曲MV『1％の革命前夜』の制作を担当。